# Codecademy
Codecademy ist eine interaktive Internet-Plattform, die Programmierunterricht in vier Sprachen für viele Programmiersprachen anbietet (darunter Python, jQuery, JavaScript, AngularJS und Ruby, wie auch HTML und CSS). Seit Januar 2014 hatte die Website mehr als 24 Millionen Nutzeraufrufe, von denen weit über 100 Millionen Übungseinheiten absolviert wurden. Im Alexa Traffic Rank lag Codecademy am 18. September 2015 auf Platz 1608 der weltweit am häufigst besuchten Websites.
Positive Kritiken erhielt das Projekt unter anderem von der New York Times und von TechCrunch.
Jeder Nutzer legt sein eigenes Profil an. Um Lernanreize zu schaffen, erhält der Nutzer Feedback, Abzeichen für erledigte Lerneinheiten sowie einen Eintrag in einer Highscore. Diese kann von anderen Nutzern eingesehen werden. In jedem Tutorium sind zudem CSS- und HTML-Glossare enthalten, so dass jeder Nutzer weitere Lerneinheiten konzipieren und veröffentlichen kann.
Als weiteren Inhalt bietet Codecademy ein Forum, in dem sich Anfänger und Fortgeschrittene austauschen und helfen können. Für einige Lektionen existieren sandboxes – also Programmierumgebungen, in denen Nutzer ihren Code testen können. Es gibt vier Hauptgebiete: Web (HTML, CSS, JavaScript), Ruby, Python und Verschiedenes.
Im Rahmen der Computer Science Education Week im Dezember 2013 brachte Codecademy ihre erste iOS-App unter dem Namen Hour of Code heraus, um Programmiergrundlagen zu vermitteln. Dabei wird derselbe Inhalt verwendet, wie auf der Codecademy-Website. Die App hilft dabei, Programmieren mittels Gamification zu lernen.

## Geschichte
Codecademy wurde im August 2011 von Zach Sims und Ryan Bubinski gegründet. Sims brach für die Unternehmensgründung sein Studium an der Columbia University ab, während Bubinski seinen Hochschulabschluss dort im Jahr 2011 erlangte. Durch Investoren startete das Unternehmen 2011 mit einem Startkapital von 2,5 Mio. US-Dollar. Weitere Investorengeldern von 10 Mio. US-Dollar flossen im Juni 2012 in das Unternehmen. Eine abschließende Förderung erhielt das Unternehmen durch Index Ventures.

## Code Year
Code Year war ein kostenloses Programm von Codecademy, das es ermöglichte, programmieren zu lernen. Dabei wurden über ein Jahr hinweg wöchentlich Lerninhalte angeboten, um einen Neujahrsvorsatz in die Tat umsetzen zu helfen. 2012 nahmen 450.000 Nutzer an dem Programm teil, so dass das Programm 2013 noch fortgesetzt wurde. 2014 wurde das „Code Year“ eingestellt.

## Auszeichnungen
- Crunchie für das beste Education Startup 2012[13]
- Skillies Technology Award 2015[14]